# Asperula asthenes
Asperula asthenes là một loài thực vật có hoa trong họ Thiến thảo. Loài này được Airy Shaw & Turrill mô tả khoa học đầu tiên năm 1928.